# Okręg Hochdorf
Hochdorf (niem. Wahlkreis Hochdorf) – okręg w Szwajcarii, w kantonie Lucerna. Siedziba okręgu znajduje się w miejscowości Hochdorf.
Okręg składa się z 13 gmin (Gemeinde) o powierzchni 177,37 km² i o liczbie mieszkańców 75 279.

## Gminy
1. Aesch
2. Ballwil
3. Emmen
4. Ermensee
5. Eschenbach
6. Hitzkirch
7. Hochdorf
8. Hohenrain
9. Inwil
10. Rain
11. Römerswil
12. Rothenburg
13. Schongau

## Zmiany administracyjne
- 1 stycznia 2005
  - przyłączenie gminy Herlisberg do gminy Römerswil
- 1 stycznia 2007
  - przyłączenie gminy Lieli do gminy Hohenrain
- 1 stycznia 2009
  - przyłączenie gmin Gelfingen, Hämikon, Mosen, Müswangen, Retschwil i Sulz do gminy Hitzkirch
- 1 stycznia 2021
  - przyłączenie gminy Altwis do gminy Hitzkirch